# Wieża z kości słoniowej
Wieża z kości słoniowej – wyrażenie używane dla określenia miejsca odosobnienia, na ogół w znaczeniu przenośnym, czasem ironicznym.

## Historia pojęcia
Wyrażenie to wywodzi się z tekstu Biblii (Pieśń nad pieśniami), gdzie oznacza szlachetną czystość. W tym znaczeniu zwrot ten przeszedł do tradycji chrześcijańskiej Europy (takie wezwanie występuje np. w Litanii loretańskiej), ale następnie ewoluował i obecnie już nie jest w tym znaczeniu używany.

## Znaczenie współczesne
Współcześnie "wieża z kości słoniowej" oznacza miejsce odosobnienia intelektualnego, kryjówkę przed hałasem świata zewnętrznego, naciskami polityki i wymogów kariery – miejsce, w którym uczeni i pisarze mogą bez przeszkód oddawać się swoim rozmyślaniom i tworzyć swój własny świat. W tym znaczeniu od 1933 r. funkcjonuje również pojęcie klasztoru "Shangri-La", w pewnym sensie konkurujące z pojęciem "wieży z kości słoniowej".
Pierwszym, który użył tego terminu w takim – dziś uważanym za nowoczesne – znaczeniu, był Charles-Augustin Sainte-Beuve, francuski literat i krytyk literacki z połowy XIX w. Do Polski takie użycie tego terminu dotarło albo bezpośrednio z Francji, albo poprzez Niemcy, gdzie rozpowszechniło się w początkach XX wieku.

## Cechy stylistyczne
Stylistycznie termin ten nie jest dziś całkiem jednoznaczny. Część osób odnosi go z podziwem do tych, którzy, zamknąwszy się w swoich pracowniach, rezygnują ze sławy i blichtru świata zewnętrznego, aby w spokoju oddawać się swojej twórczości. Inni przydają temu pojęciu jednak posmak negatywny, ponieważ osoby takie odcinają się od życia realnego, nie dbają o sprawy społeczne i polityczne, stąd tworzą jakby sobie a muzom.
W tradycji polskiej – tak jak w niemieckiej i rosyjskiej – pojęcie to bardzo często łączone jest raczej z podziwem i sympatią dla człowieka bez reszty oddanego swemu dziełu. W kulturze anglosaskiej, natomiast, dostrzec można bardziej negatywny stosunek.
Generalnie kość słoniowa jest materiałem pięknym i szlachetnym, ale w obróbce niepraktycznym. Toteż stylistycznie nacisk można w zależności od preferencji i potrzeb danego kontekstu kłaść na piękno i szlachetność lub na niepraktyczność.

## Literatura
- Mike S. Adams: Welcome to the Ivory Tower of Babel: Confessions of a Conservative College Professor. Harbor House, 2004
- Erwin Panofsky: In defence of the ivory tower. - The Centennial Review Vol. 1, No. 2, 157: 111-122